# Caroline de Saint-Cricq
Pour les articles homonymes, voir Saint-Cricq.
Caroline de Saint-Cricq est une aristocrate et salonnière française, née le 9 novembre 1810 à Paris et morte le 15 avril 1872 à l'hôtel de Cadaval à Pau (Basses-Pyrénées).
Elle est la fille du comte Pierre de Saint-Cricq, ministre du commerce de Charles X, et est une des élèves et amours de Franz Liszt, qui lui donna des cours de lecture, de musique et de vie à Paris jusqu'en 1828.
En 1831, elle épouse Bertrand Dartigaux, magistrat, fils aîné du baron Antoine Dartigaux.
Elle vécut à Pau, où elle tint un salon jusqu'à sa mort, survenue en son hôtel en 1872.